# National Football League Players Association
La National Football League Players Association, o NFLPA, (Asociación de Jugadores de la Liga Nacional de Fútbol Americano) es la organización sindical de los jugadores profesionales de fútbol americano en la National Football League (NFL). La responsabilidad de la organización es la de representar a todos los jugadores en las cuestiones relativas a salarios, horarios y condiciones de trabajo, para proteger los derechos de los jugadores como atletas profesionales, y para asegurar que los términos del contrato colectivo de trabajo se cumplan. Además, negocia y supervisa las prestaciones de jubilación y seguros, proporciona asistencia a organizaciones comunitarias y caritativas, y mejora y defiende la imagen de los jugadores y su profesión dentro y fuera del campo. Con sede en Washington D. C., la NFLPA está encabezada por su presidente Domonique Foxworth y el director ejecutivo DeMaurice Smith.
Fundada en 1956, la NFLPA no fue reconocida como agente negociador para los jugadores de la NFL hasta 1968, cuando fue alcanzado un contrato colectivo de trabajo. Después de un fallo judicial adverso en 1989, el sindicato renunció a sus derechos de negociación colectiva, convirtiéndose en una asociación profesional con el fin de proseguir con el litigio antimonopolio diseñado para ganar la agencia libre para sus miembros. De 1989 a 1993, una serie de demandas fueron presentadas por la NFLPA en contra de la NFL, principalmente las de Freeman McNeil de los New York Jets y Reggie White de los Philadelphia Eagles. Estas demandas motivaron las negociaciones para un acuerdo antimonopolio, y la solución allanó el camino para la NFLPA para reconstituir en un sindicato y para negociar un nuevo contrato colectivo en la primavera de 1993.
Tras el final de la temporada 2008, los propietarios de los equipos de NFL optaron por salir del prolongado contrato colectivo de 1993, lo que provocó que el acuerdo expirará al final de la temporada 2010 sin un tope salarial. La NFLPA nuevamente renunció a sus derechos de negociación colectiva el 11 de marzo de 2011, la fecha en que el acuerdo expiró, para permitir a los jugadores proseguir con el litigio antimonopolio. La NFL y los jugadores llegaron a un acuerdo sobre un acuerdo antimonopolio de nuevo el 25 de julio de 2011, y un nuevo convenio colectivo que se negoció entonces y posteriormente fue ratificado el 4 de agosto de 2011.

## Lecturas recomendadas
- The Battle is Joined (enlace roto disponible en Internet Archive; véase el historial, la primera versión y la última). de Gwilym S. Brown
- Owners Cany be Tackled Too (enlace roto disponible en Internet Archive; véase el historial, la primera versión y la última). de Gwilym S. Brown
- Conflict and Compromise: The Evolution of American Professional Football’s Labour Relations 1957-1966 Archivado el 9 de junio de 2012 en Wayback Machine. de Michael E. Lomax
- 1958 NFL Players Association Meeting Minutes